# Tisisthenes
Tisisthenes — вимерлий рід хижих, що знайдений у таких країнах: Південна Дакота (1 колекція). Рід містить такі види: Tisisthenes parvus.